# Zarząd Transportu Publicznego w Krakowie
Zarząd Transportu Publicznego w Krakowie (ZTP) – powstała 1 listopada 2018 roku w wyniku reorganizacji Zarządu Infrastruktury Komunalnej i Transportu w Krakowie jednostka organizacyjna samorządu Krakowa, powołana w celu organizowania, zarządzania i nadzorowania lokalnego transportu zbiorowego na terenie aglomeracji krakowskiej.
Zarząd Transportu Publicznego obejmuje planowanie transportu zbiorowego, nadzór nad sposobem kontroli biletów w Komunikacji Miejskiej w Krakowie, rozwój strefy płatnego parkowania, budowa systemu informacji miejskiej, prowadzenie polityki rowerowej i pieszej.

## Historia
W związku z uchwałą nr CVIII/2809/18 Rady Miasta Krakowa w dniu 29 sierpnia 2018 roku w sprawie reorganizacji Zarządu Infrastruktury Komunalnej i Transportu w Krakowie 1 listopada 2018 roku powstał Zarząd Transportu Publicznego w Krakowie. Siedziba ZTP znajduje się w Pałacu Prasy na ul. Wielopole 1.

## Komunikacja miejska
Obsługę linii komunikacyjnych ZTP zapewniają spółka samorządowa:
- Miejskie Przedsiębiorstwo Komunikacyjne w Krakowie – operator tramwajów i części autobusów

oraz prywatna:
- Mobilis – operator pozostałej części autobusów

## Galeria

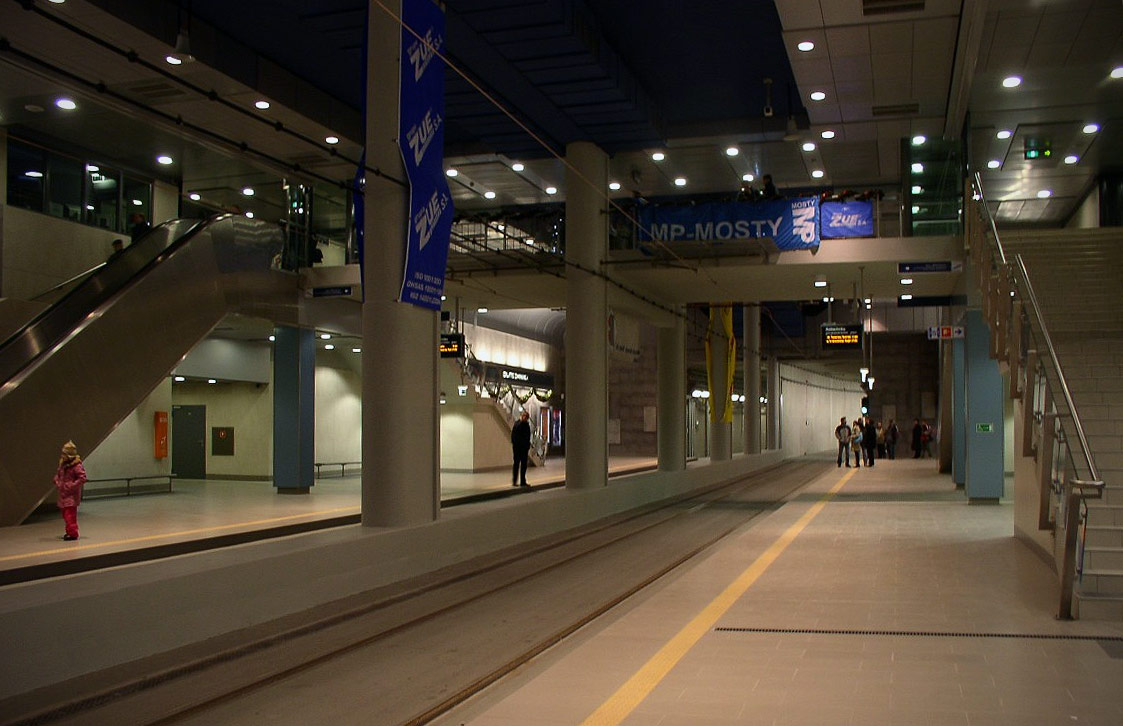
Przystanek Politechnika w Tunelu Krakowskiego Szybkiego Tramwaju
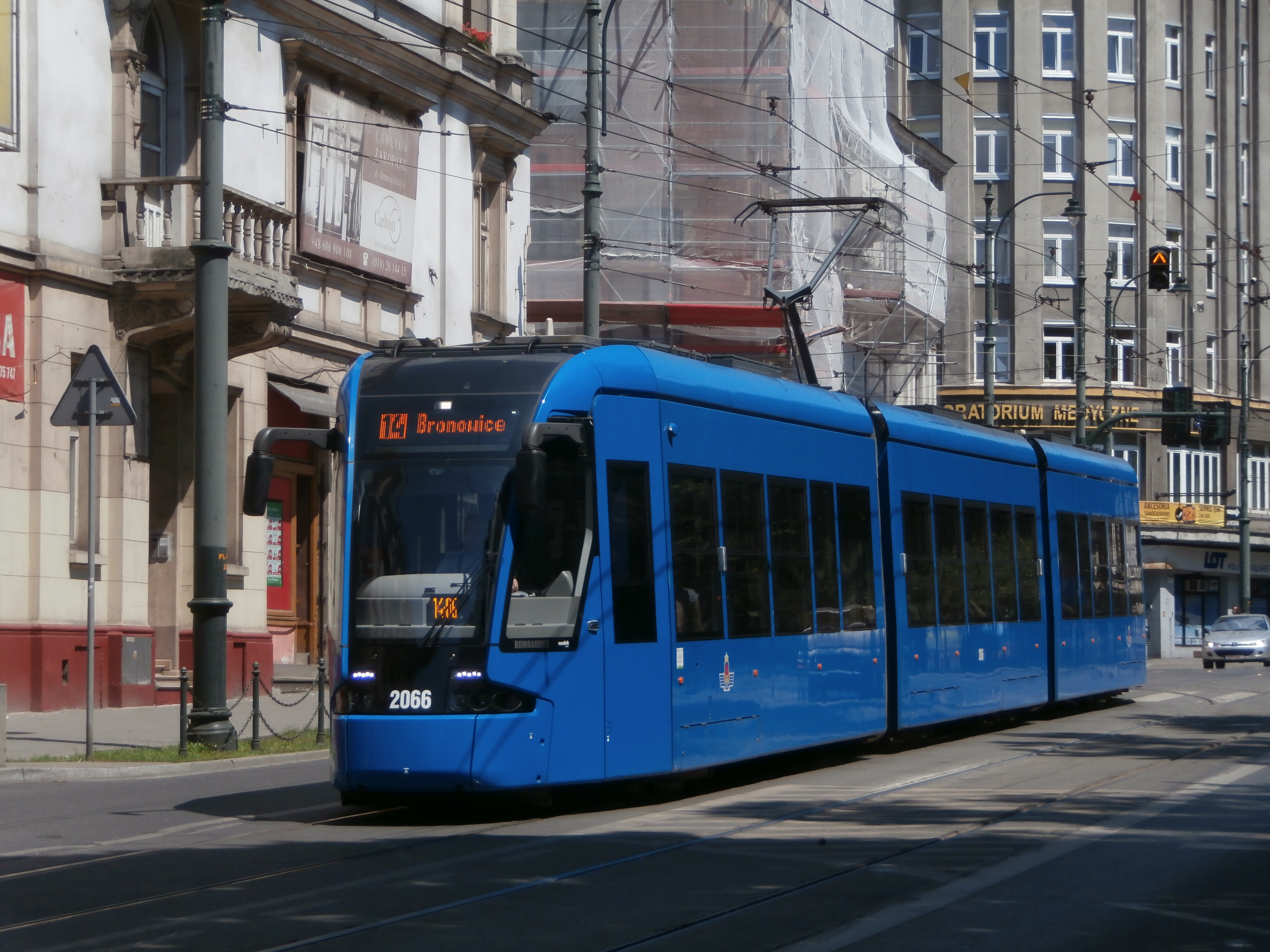
Bombardier NGT8 na ul. Basztowej
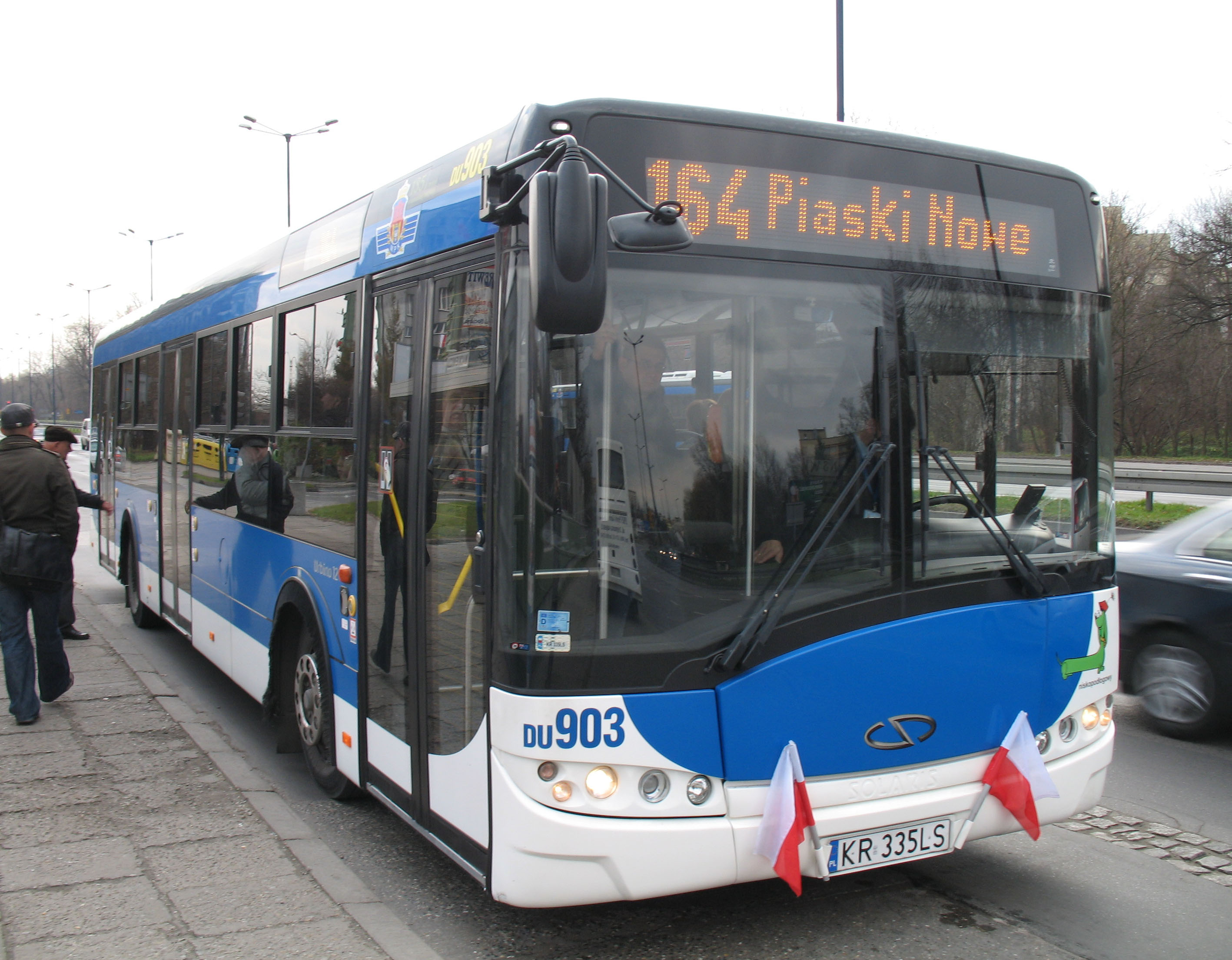
Solaris Urbino 12 – najpopularniejszy autobus w Krakowie